# Amunicja bezłuskowa 40 mm
Amunicja bezłuskowa 40 mm – rosyjskie naboje 40 mm przeznaczone do zasilania granatników podlufowych, skonstruowane w ZSRR.

## Historia konstrukcji
Naboje bezłuskowe 40 mm i granatnik GP-25 skonstruowano jako odpowiedź na ogłoszony w 1971 konkurs na podwieszany granatnik do karabinków AKM i AKMS. Zespół Waleriego N. Telesza z CKIB SOO z Tuły (ЦКИБ СОО) skonstruował w latach 1972–1974 granatnik GP-25, a w GNPP „Pribor” z Moskwy opracował nabój WOG-15 (indeks GRAU 7P17). Po modyfikacjach zapalnika i nadaniu oznaczenia WOG-25 ВОГ-25 (w 1974 roku) przyjęto go wraz z granatnikiem GP-25 na uzbrojenie Armii Radzieckiej w 1978 roku.
Po dalszych modyfikacjach opracowano w 1979 granat odskokowy WOG-25P ВОГ-25П (indeks GRAU 7P24), w którym po wystrzeleniu i upadku na ziemię następuje wybuch niewielkiego ładunku prochu czarnego, a ten podrzuca granat na wysokość ok. 1 m i dopiero wtedy następuje detonacja właściwego ładunku granatu.
Konstruktorzy radzieccy nie podążali za amerykańską konstrukcją z łuską z dwiema komorami – wysokiego i niskiego ciśnienia. Sięgnięto do niemieckich prac z okresu II wojny światowej, kiedy to firmy „Deutsche Waffen und Munitions Fabriken A.G.” i „Mauser” prowadziły badania nad pociskami, które określano jako „samonapędzające”. Celem tych prac było opracowanie pocisków pozbawionych łusek (amunicja bezłuskowa). Radziecka konstrukcja ładowana jest do lufy odprzodowo. Lufa stanowi jednocześnie komorę nabojową niskiego ciśnienia. Komora wysokiego ciśnienia znajduje się w dnie pocisku, zamknięta przesłoną zasłaniającą 10 otworków w dnie pocisku i spłonką.
Granaty te są produkowane również w Bułgarii przez firmę Arsenal, która oznacza je jako RHE-F (WOG-25) oraz RHE-FJ (WOG-25P).

## Budowa
Nabój posiada centralnie umieszczoną spłonkę inicjującą KWM-3 i ładunek miotający z prochu nitrocelulozowego P-200. Po zainicjowaniu przez spłonkę proch spala się w komorze wysokiego ciśnienia, a sprężone gazy prochowe wydostają się z niej za pomocą kanalików na obwodzie do lufy, w której komora nabojowa stanowi również komorę niskiego ciśnienia, i tam oddziałują na pocisk. Taka budowa naboju spowalnia rozpędzanie pocisku i redukuje oddziaływanie odrzutu na strzelca. System bezłuskowy upraszcza budowę naboju, zmniejsza jego masę oraz zwiększa szybkostrzelność broni.
Pocisk stanowi granat ze stalowym korpusem z umieszczonym w połowie długości pasem stalowym z 12 wyżłobieniami, służącym nadaniu mu ruchu wirowego w trakcie przemieszczenia się w przewodzie lufy. Granat elaborowany jest materiałem wybuchowym A-IX-1, będącym mieszaniną heksogenu i 1,5% wosku lub trotylem. Wewnątrz granat posiada przekładkę z perforowanej tektury, która ma ułatwić fragmentację korpusu granatu. Zasięg pokrycia odłamkami to około 70 m². Zapalnik uderzeniowy WMG-K w granacie WOG-25 i WMG-P w granacie WOG-25P uzbraja się po pokonaniu przez pocisk 10–40 m. Zapalniki wyposażone są w układ samolikwidacji uruchamiany 14–19 s (w zależności od temperatury otoczenia) po wystrzeleniu.
Zasięg minimalny granatów WOG-25 i WOG-25P to 50 m, zaś maksymalny to 400 m.

## Dane taktyczno-techniczne
| Wzór                           | WOG-25    | WOG-25P               | GRD-40 | „Gwóźdź”                           |
| Rodzaj granatu                 | odłamkowy | odłamkowy (odskokowy) | dymny  | chemiczny/obezwładniający (gaz CS) |
| Długość pocisku [mm]           | 105       | 119                   | ?      | 102                                |
| Masa pocisku [g]               | 255       | 278                   | ?      | 265                                |
| Masa materiału wybuchowego [g] | 48        | 42                    | 89*    | 90*                                |
| Promień rażenia odłamków [m]   | 5–6       | 6                     | –      | –                                  |

- masa substancji czynnej

## Broń na nabój bezłuskowy 40 mm
Naboje bezłuskowe 40 mm są używane w radzieckich granatnikach podwieszanych GP-25, GP-30 i GP-34 (ГП-30, ГП-34), oraz w granatniku rewolwerowym RG-6. Bułgaria produkuje granatnik podlufowy UBGL i rewolwerowy Lavina, wzorowany na RG-6.